# Лейденський університет
Лейденський університет (нід. Universiteit Leiden) — публічний дослідницький університет в Лейдені, Нідерланди. Був заснований у 1575 році Вільгельмом I Оранським у нагороду місту за героїчну оборону під час облоги міста іспанцями під час Вісімдесятирічної війни. Університет є найстарішим закладом вищої освіти в Нідерландах.
Відомий своєю давньою історією та акценті на суспільних науках. Університет набув особливої слави в часи Золотої доби Нідерландів коли науковці з усієї Європи їхали до Республіка Об’єднаних провінцій Нідерландів через її політику інтелектуальної толерантності та репутації університету. У ті часи в Лейдені навчались чи працювали Рене Декарт, Рембрандт, Гейгенс, Гроцій, Спіноза та багато інших.
Університет має сім академічних факультетів, понад 50 кафедр, а також є домом для більше ніж 40 національних та міжнародних дослідницьких інститутів. Історично, будівлі головного кампусу знаходиться в Лейдені, втім також існує кампус університету в Гаазі, в якому знаходиться факультет урядування та міжнародних справ, коледж гуманітарних наук та представництва решти факультетів. Університет є членом Коїмбрської групи, Європеуму та є співзасновником Ліги європейських дослідницьких університетів.
Університет постійно потрапляє в сотню найкращих університетів світу. У QS рейтингу університетів світу за 2020 рік університет потрапив до списків 50 найкращих у категоріях: антикознавство, давня історія, політика, археологія, антропологія, історія, фармакологія, право, державне управління, релігієзнавство, мистецтва та гуманітарні науки, лінгвістика, живі мови та соціологія.
З університетом пов'язані 16 нобелівських лауреатів, серед яких Енріко Фермі та Альберт Ейнштейн. Університет тісно пов'язаний з голландською королівською родиною, багато її членів, зокрема останні троє голів династії є випускниками Лейденського університету. Десять прем'єр-міністрів Нідерландів є його випускниками, в тому числі і чинний Прем'єр Марк Рютте. Окрім них іще 9 глав іноземних держав пов'язані з університетом, зокрема 6-й президент США Джон Квінсі Адамс.

## Історія

### Заснування
До заснування Лейденського університету, центром вищої освіти в Нижніх землях був Старий Левенський університет заснований в 1425 році, однак у часи Вісімдесятирічної війни, студенти з північних провінцій Нижніх земель що перебували під владою повстанців не могли там навчатись, бо Левен перебував під контролем Іспанії.
Через це у 1575 році Вільгельм I Оранський ухвалив рішення збудувати університет у північних Нідерландах заснований на ідеології протестантизму що готував би як релігійні, так і професійні кадри. Місцем побудови університету було обрано Лейден, на знак подяки містянам за героїчну оборону міста під час іспанської облоги. Створення університету було профінансовано шляхом конфіскації майна в місцевих католицьких парафій.
Університет було офіційно відкрито 8 лютого 1575 року в Лейденській церкві святого Петра (нід. Pieterskerk). 26 березня 1582 року Король Іспанії Філіп II, який на той час ще був офіційно графом Голландії заборонив всім своїм підданим навчатись в університеті під страхом оголошення їх єретиками.
Основу університету складали факультети, від найбільш до найменш важливого: теології, права та медицини. Окрім них в університеті викладали філософію, літературу, математику та 7 вільних мистецтв: граматику, діалектику, риторику, арифметику, геометрію, музику та астрономію. Також при університеті знаходилась школа фехтування, у якій фехтування вивчали з наукової точки зору. Також тут було збудовано інженерну школу — єдину, у якій викладали розмовною мовою. Її заснував принц Моріц Оранський, який потребував інженерів для спорудження фортифікацій під час війни з Іспанією; утім, більшість випускників цієї школи опинялась на цивільній урядовій службі. Хоча університет ставив собі на меті поширення знань та вмінь серед студентів, викладачі також самовдосконалювались та робили наукові відкриття, так перший професор математики в інженерній школі Людольф ван Келен вирахував перші 35 знаків числа π.

### XVI—XIX століття
Присутність в університеті таких вчених, як Скалігер, де Грот, Гейнсіус та багатьох інших провідних науковців значно підвищило статус університету, що приваблювало студентів та потенційних викладачів з усієї Європи. Ця репутація зберігалась до кінця XVIII століття, зокрема завдяки репутації місцевих викладачів, як-от Герман Бургаве.
У XIX столітті університет втратив свої загальноєвропейські позиції через стрімкий розвиток університетів у німецькомовних країнах. Утім, Лейден залишався одним із провідних університетів Нідерландів. До відомих випускників XIX століття належать Йоган Торбеке, автор конституції королівства Нідерланди, та Матіас де Вріс, засновник голландського мовознавства.
У 1860 році Роберт Фрейн був призначений першим професором історії, тим самим було започатковано професійне викладання історії в Нідерландах.

### XX століття
Наприкінці XIX століття університет повернув собі статус одного з найпрестижніших в Європі, насамперед у царині природничих наук. У 1896 році працюючи в Лейдені Пітер Зееман відкрив так званий ефект Зеемана, який зміг пояснити його вчитель Гендрік Антон Лоренц. У першій у світі університетській лабораторії наднизьких температур, Гейке Камерлінг-Оннесу вдалося досягти температури на 1 градус вище за абсолютний нуль, що складає −273 °C. У 1908 році він став першим, хто зміг створити рідкий гелій, а також відкрив явище надпровідності.
26 листопада 1940 року декан факультету права Рудольф Клеверінга виголосив у Академічній будівлі (нід. Academiegebouw) палку промову протестуючи проти звільнення співробітників євреїв, у тому числі і юриста Едуарда Мейерса — майбутнього автора цивільного кодексу Нідерландів. Того ж дня професор медицини Тон Барге провів лекцію щодо нежиттєздатності расової теорії. Студенти розпочали страйк. У відповідь окупаційні сили закрили університет, його було відкрито знову лише у вересні 1945 року. На вшанування цієї промови університет щороку присуджує одному з професорів почесне звання професора Клеверінги. Фонд Лейденського університету (LUF) щороку організовує Клеверінзькі лекції, який проходять по всьому світу. До відомих випускників XX століття належать Йоган Гейзинга та астрономи Віллем де Сіттер та Ян Гендрик Оорт.

## Адміністрація

### Фінанси
У 2019 році річний бюджет університету складав 686 мільйонів євро.

### Гасло
Напис латиною libertatis praesidium на великій печатці університету вважається його гаслом і приблизно перекладається як «бастіон свободи». Хоча вислів вперше промовив Вільгельм I Оранський описуючи університет як «надійний прихисток і бастіон свободи» (нід. een vast stuensel ende onderhoudt der vryheyt), вислів дійсно увійшов до вжитку під час святкування 300-річчя університету в 1875 році. У 1917 році вислів уперше з'явився на великій печатці.

### Співпраця
Університет бере участь у багатьох національних на міжнародних освітніх об'єднаннях. Університет є членом Коїмбрської групи, Європеуму та є співзасновником Ліги європейських дослідницьких університетів. У 2012 році Лейден підписав стратегічну угоду з Делфтським технічним університетом та Університетом імені Еразма Роттердамського з метою покращення співпраці між університетами та підвищення якості освіти.

## Дослідження та освіта

### Досягнення
Станом на 2020 рік, із 97 премій Спінози (найвища наукова нагорода Нідерландів), 23 отримали професори Лейденського університету. 16 лауреатів нобелівської премії пов'язані з Лейденом.

### Факультети
Університет складається із 7 факультетів:
- Факультет археології
- Факультет гуманітарних наук
- Факультет медицини
- Факультет урядування та міжнародних справ
- Факультет права
- Факультет соціальних та поведінкових наук
- Факультет природничих наук

Загалом факультети мають 27 інститутів, 2 міжфакультетні інститути та понад 50 кафедр.

### Гаазький кампус
Гаага є урядовим і політичним серцем країни, а також містом миру і права (офіційне гасло Гааги). У 1998 році університет відкрив у місті своє представництво. У Гаазькому кампусі викладають 18 освітніх програм, серед яких є міжнародні студії, політологія, державне адміністрування, безпекові студії та інші. Усі сім факультетів мають свої представництва в Гаазі. Утворений у 2011 році факультет урядування та міжнародних справ повністю знаходиться в Гаазі.

## Галерея

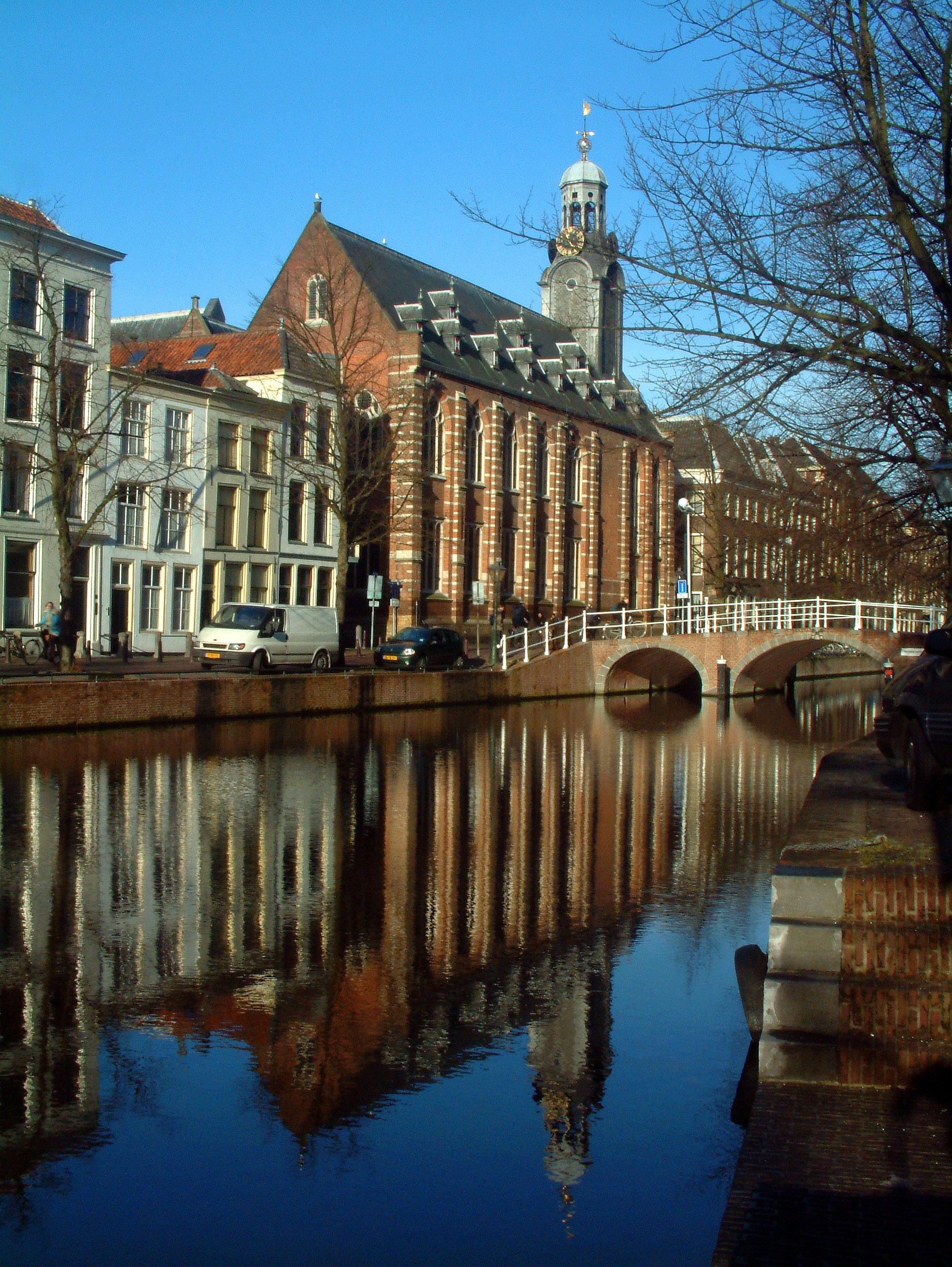
Колишня каплиця домініканок, найстаріша споруда Лейденського університету

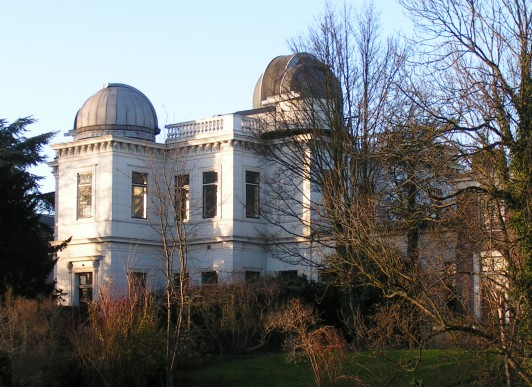
Стара університетська обсерваторія
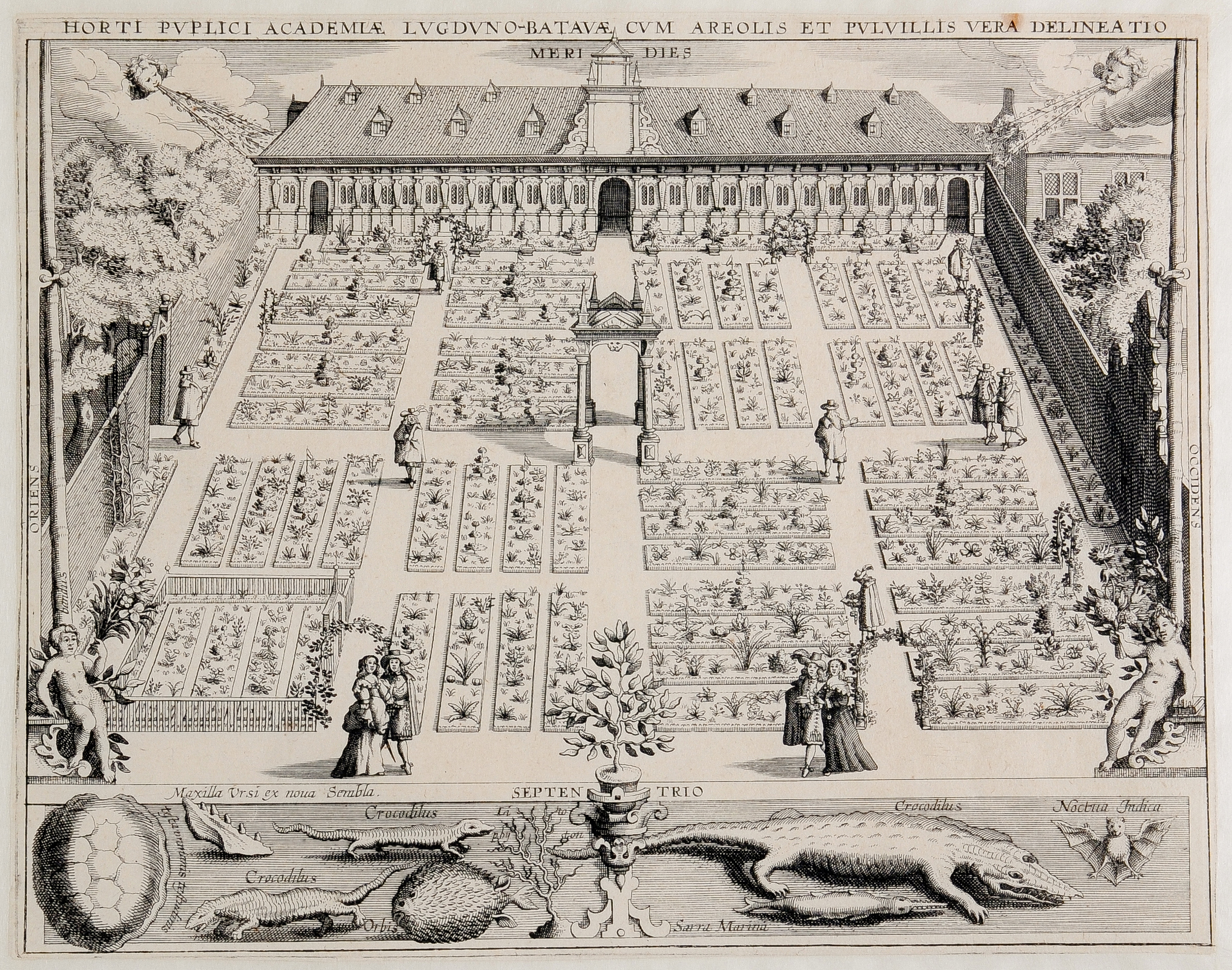
Ботанічний сад, на 1610 рік. Лейденський університет
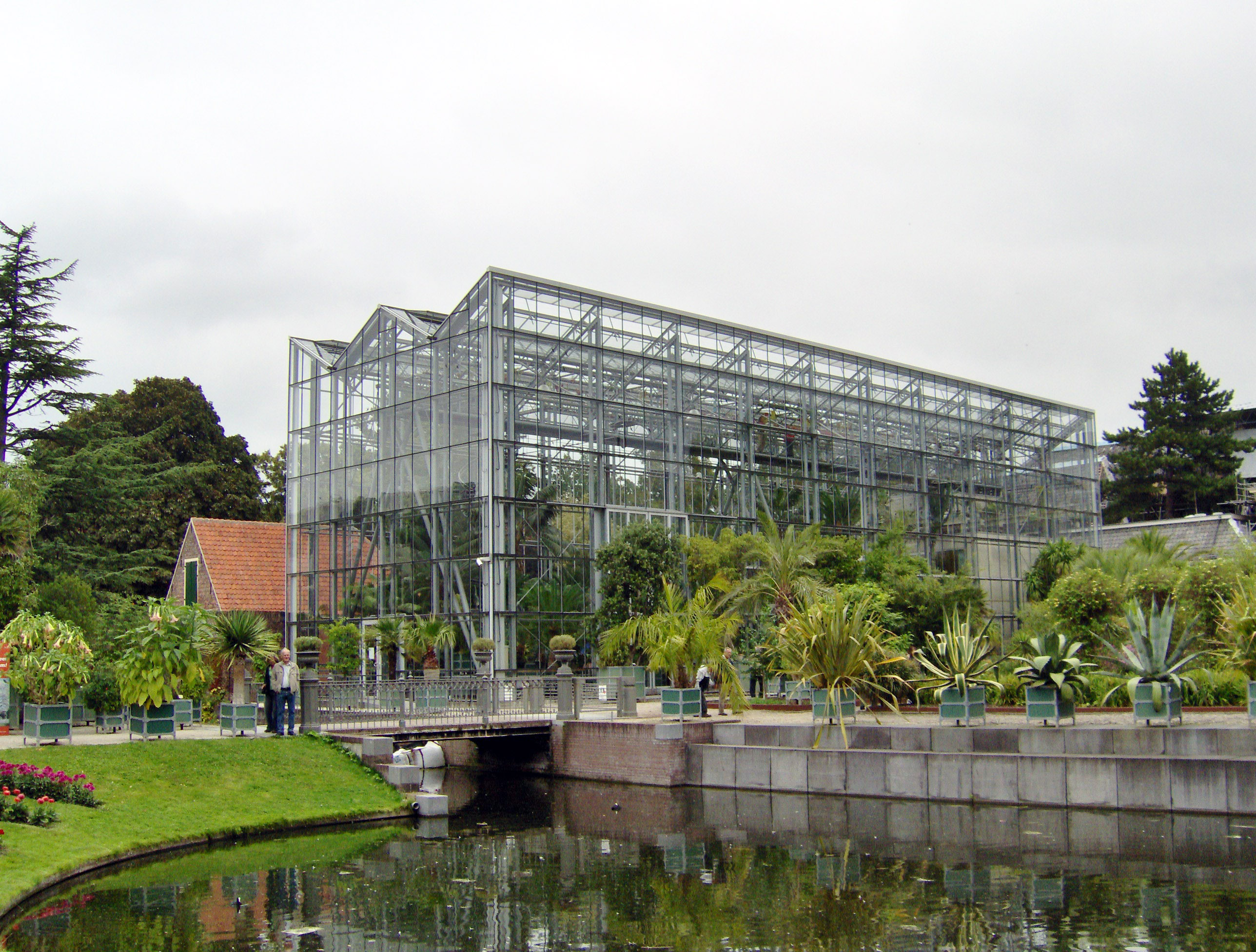
Оранжерея
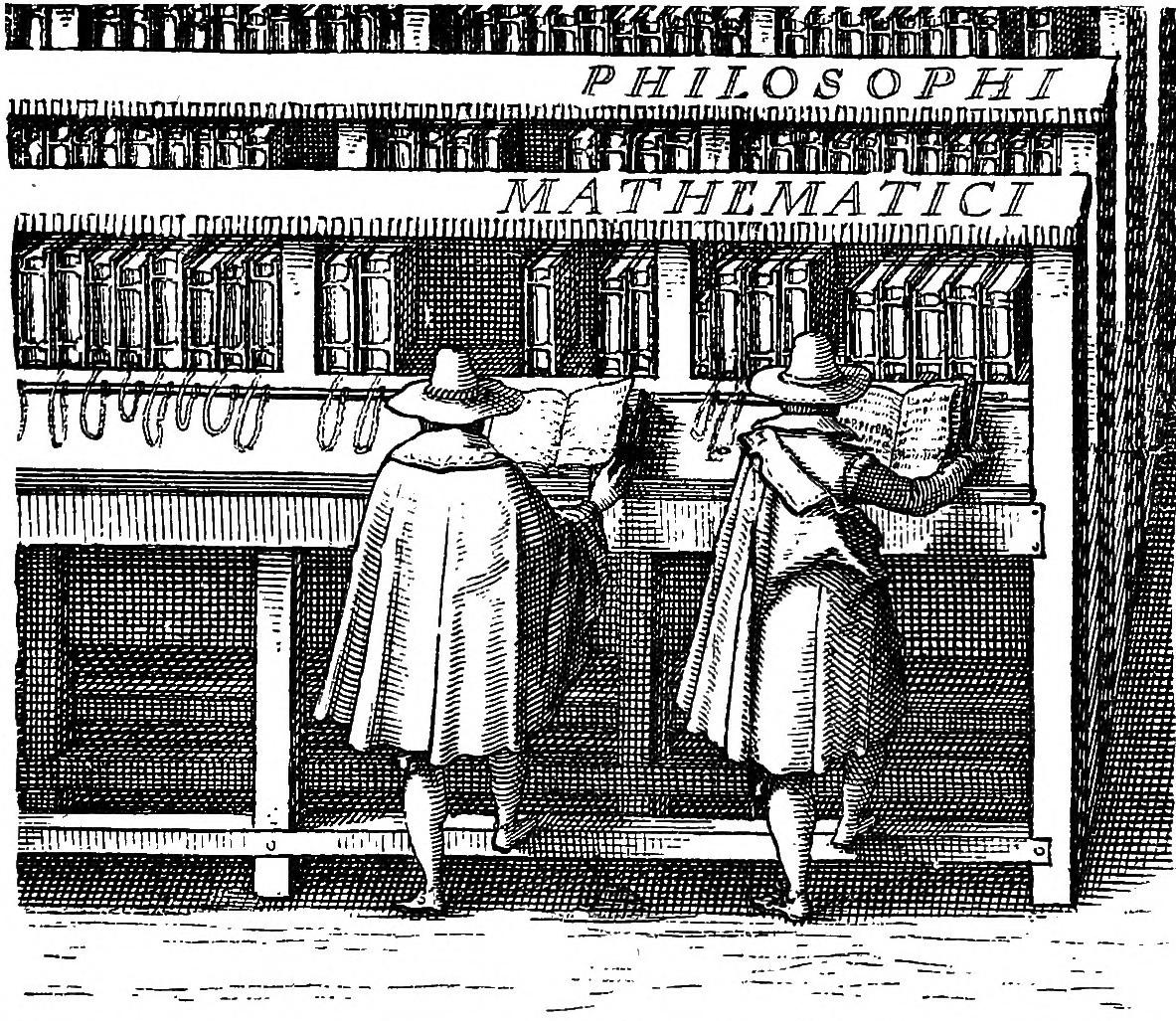
Читачі в університетській бібліотеці
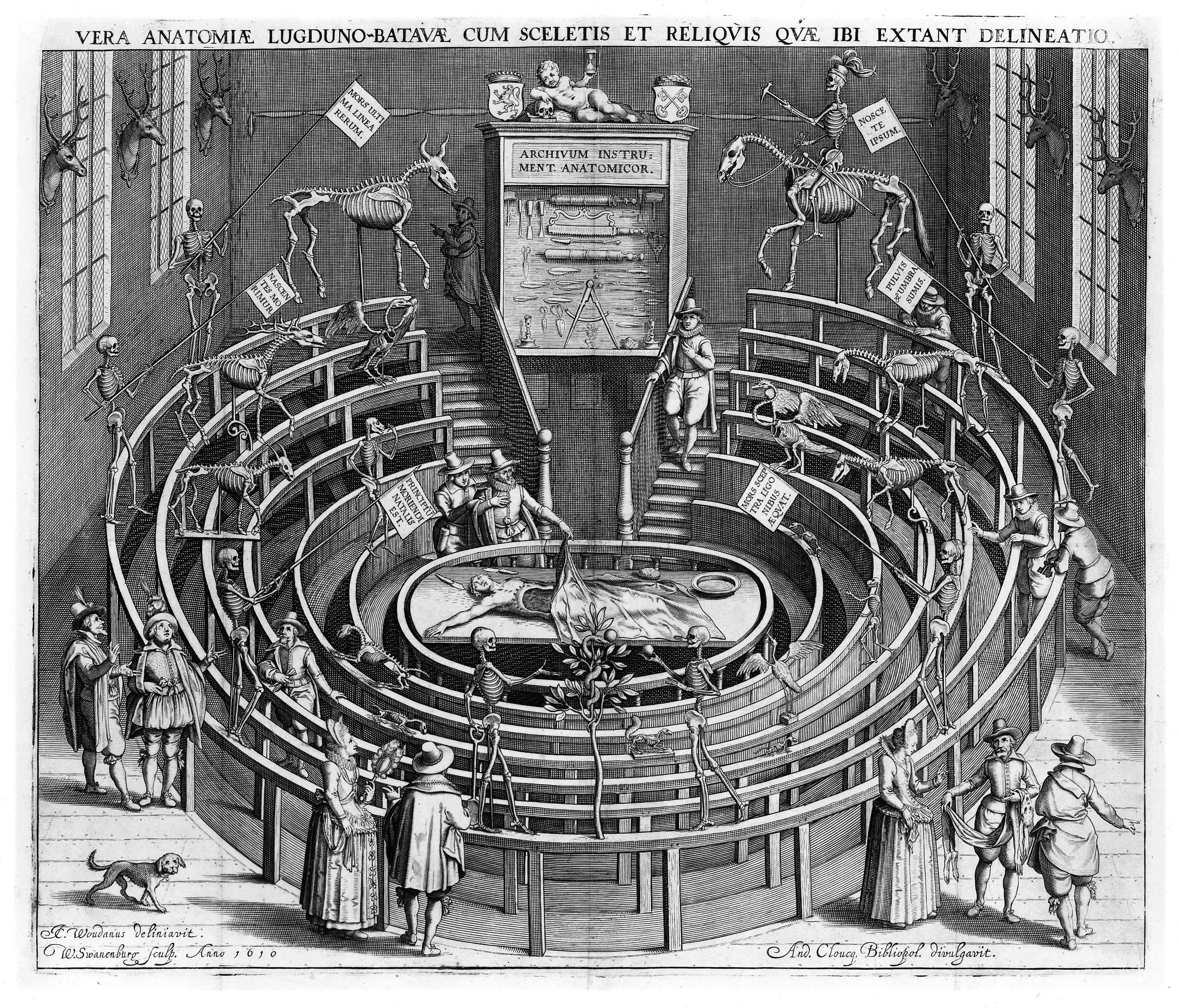
Старовинний анаомічний театр, Лейденський університет
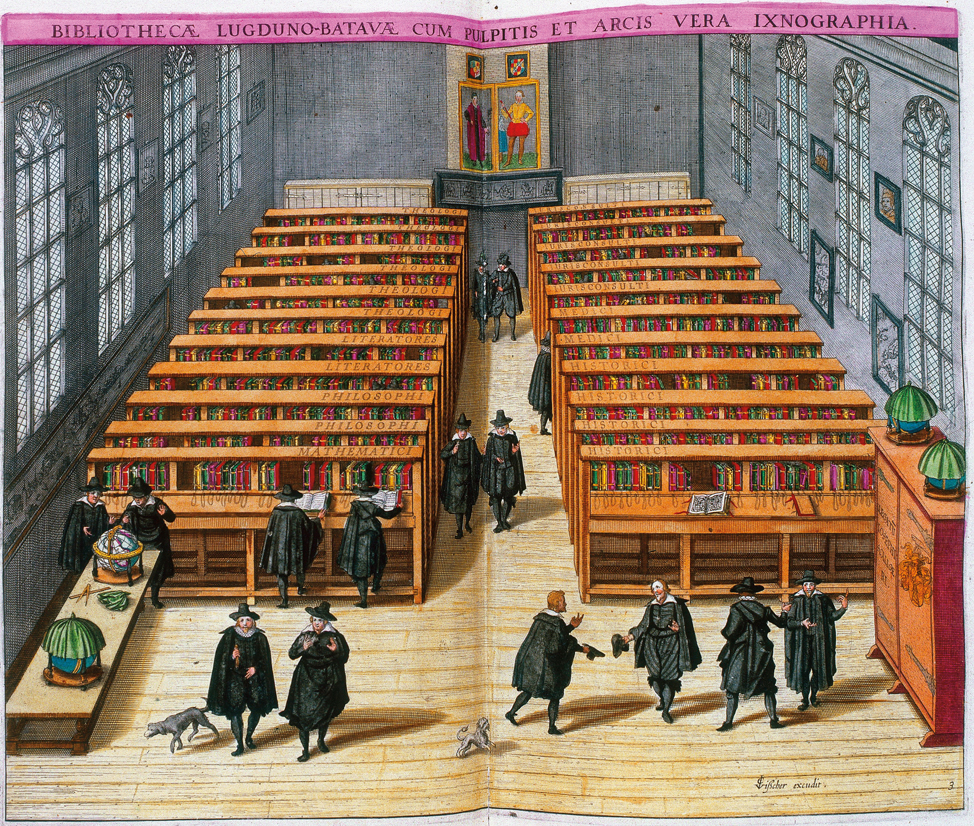
Лейденська університетська бібліотека на 1610 рік
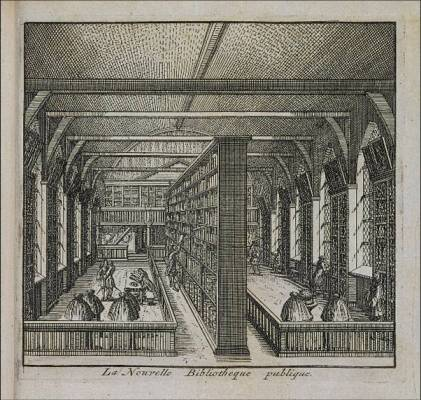
Нова прибудова бібліотеки на 1694 рік
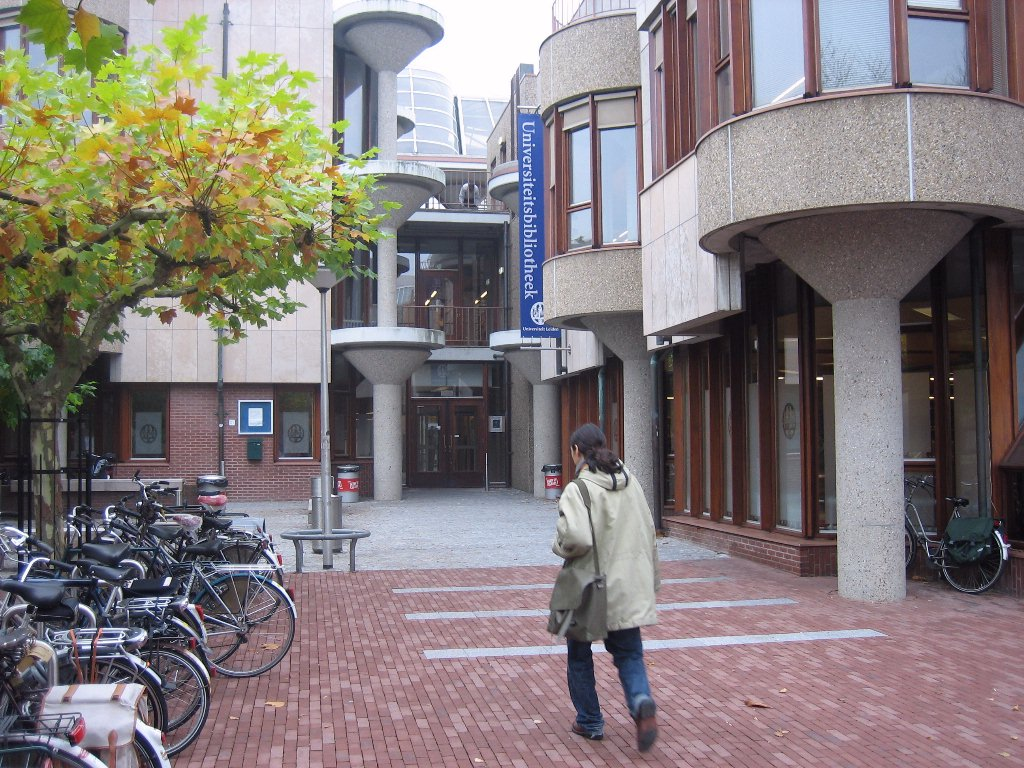
Сучасна бібліотека університету
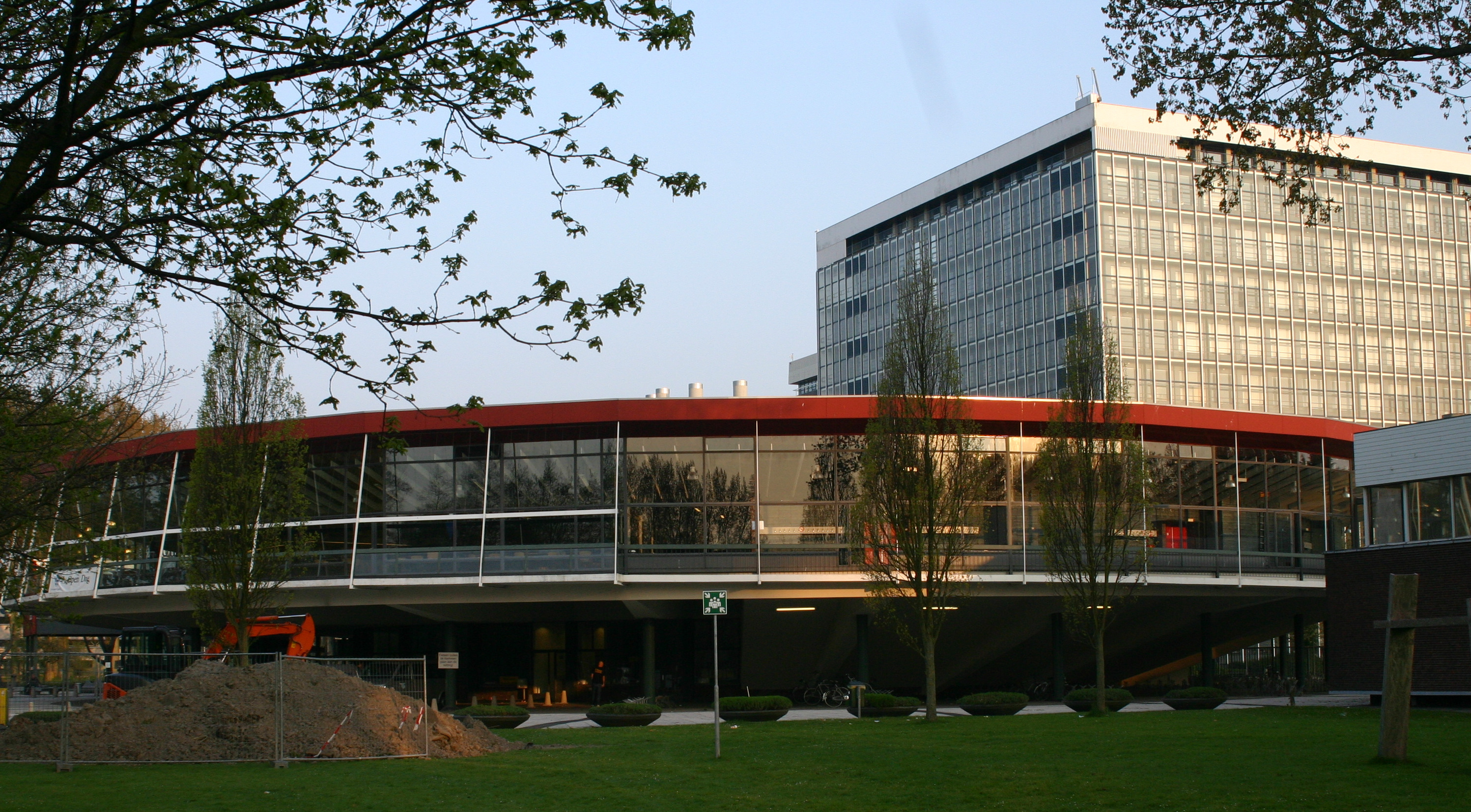
Математичний на факультет природничих наук
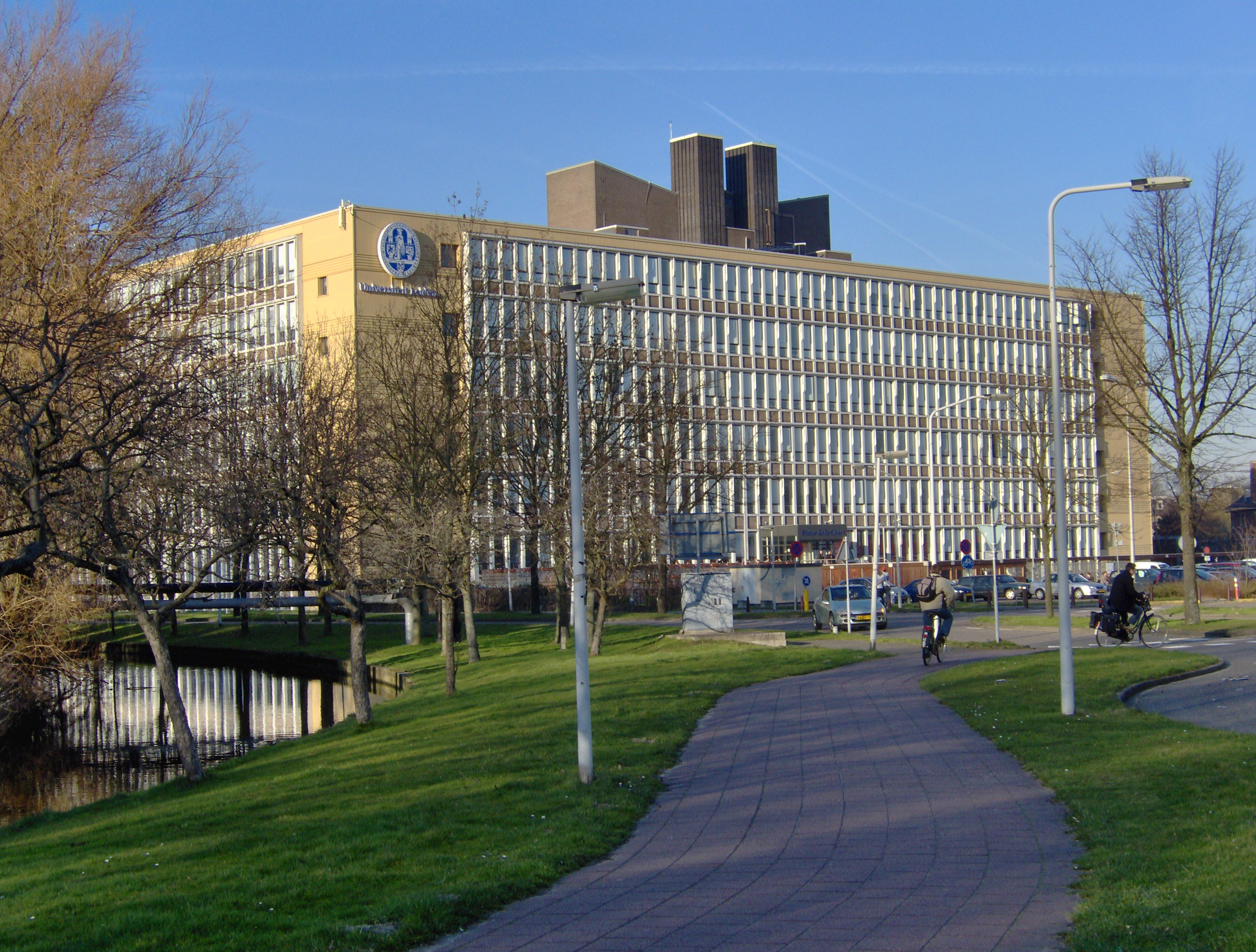
Факультет соціальних наук
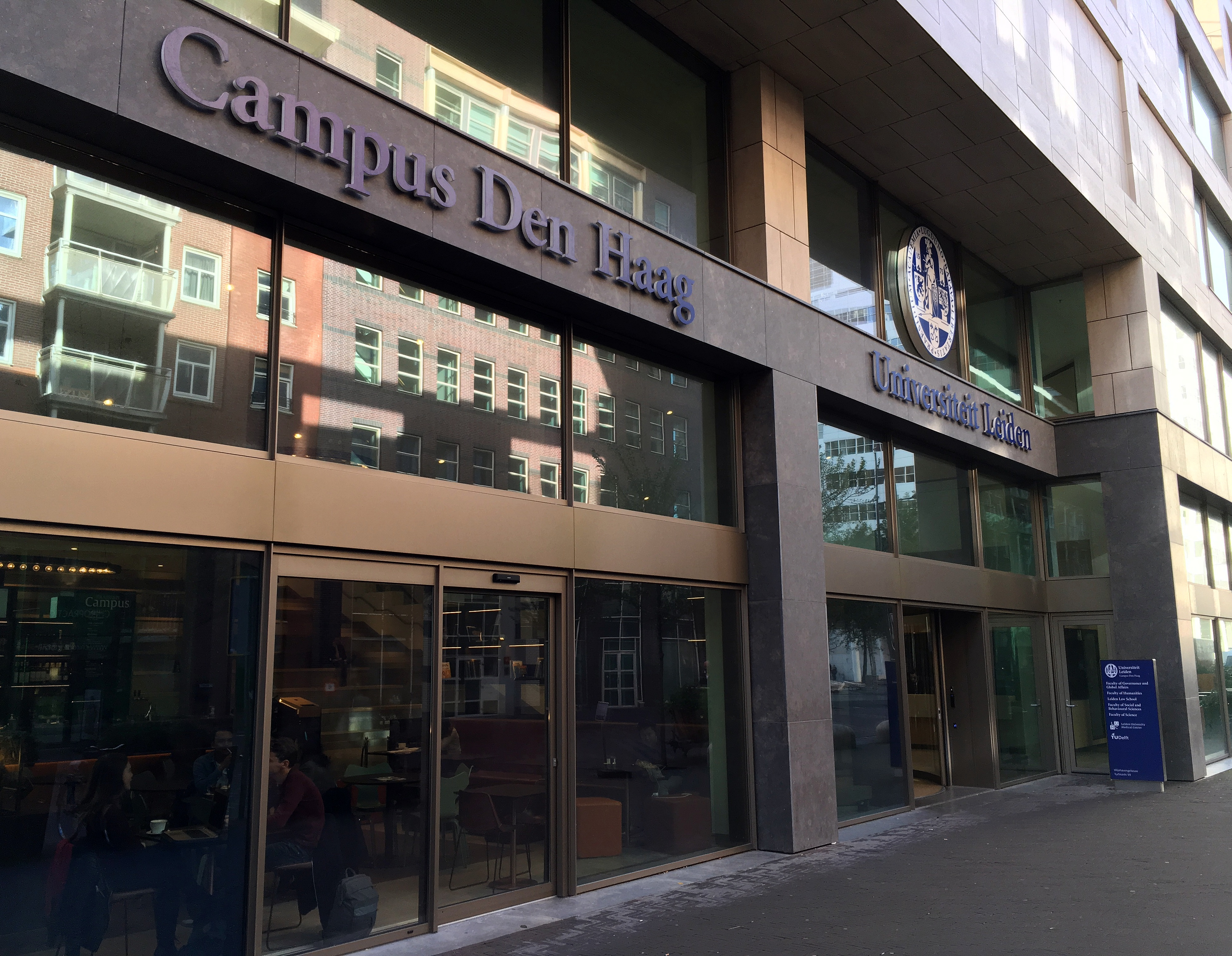
Гаазький кампус

## Відомі особистості пов'язані з університетом
| Загалом | Студент | Гість-дослідник                        | Дослідник до чи під час присудження премії                                                                       |
| ------- | --- | -------------------------------------- | --- |
| 16      | 1. Тобіас Ассер 2. Ніколас Бломберген 3. Якоб Гендрік Вант-Гофф 4. Нільс Єрне 5. Тьялінг Купманс 6. Ян Тінберґен 7. Ніколас Тінберген 8. Ян Дидерик ван дер Ваальс 9. Пітер Зееман 10. Ісаак Бекман | 1. Енріко Фермі 2. Тамм Ігор Євгенович | 1. Альберт Ейнштейн 2. Віллем Ейнтговен 3. Гейке Камерлінг-Оннес 4. Гендрік Антон Лоренц 5. Альберт Сент-Дьйорді |